# Felice Blangini
Felice Blangini (Torí, 17 de novembre de 1781 - París, 18 de desembre de 1841) fou un compositor italià del Piemont.
El 1799 arribà a París, on es donà conèixer com a mestre de cant i autor de més de 400 romances, canzonnette a una i dues veus, nocturns i d'unes 30 òperes: duran el primer Impèri fou el professor de cant de les princeses imperials i de les dames més famoses de la cort, director dels concerts de la princesa Borghese, i el 1809 mestre de capella del rei Jérôme de Westfalia a Cassel. Després de la restauració fou compositor i director de l'orquestra reial i professor del Conservatori de París, lloc que conservà fins al 1830.
Al cap de poc d'arribar a París acabà l'òpera Della Maria La fausse Duègne, a la que li seguiren: 
- Le jeune oncle,
- Les femmes vengées,
- Zèlie et Terville,
- Le projet d'une piece,
- Un premier pas.

Estrenades a l'Òpera Comica; L'amour philosophe, La fèe Urgèle, la qual es presentà amb èxit en els principals teatres d'Alemanya: Le Sacrifice d'Abraham, La princcesse de Cachemire i le naufrage comique, escrites en francès pels teatres de Cassel i Múnic, i l'òpera italiana Trajano in Dacia, amb el mateix destí.
En tornar a París estrenà en l'Òpera, Nephtali, que és la seva obra més important, i Nowvveaules, Le coureur de vewes, Le Jeu de la cachecache i L'anncau de la fiancèe. Publicà el llibre Souvenirss de Blangini (París, 1834).